# Fußball-Landesklasse Brandenburg 1948/49
Die Fußball-Landesklasse Brandenburg 1948/49 war die dritte Austragung der Fußball-Landesklasse Brandenburg. In dieser Saison spielten die 20 stärksten Vereine der Vorsaison in zwei Staffeln im Rundenturnier mit je zehn Teilnehmern um die Landesmeisterschaft. Die beiden Sieger trafen im Finale um die brandenburgische Landesmeisterschaft aufeinander. In einem Entscheidungsspiel konnte sich die SG Babelsberg mit 2:1 gegen die BSG Franz Mehring Marga durchsetzten, nachdem zuvor jeweils beide Mannschaften ein Spiel gewonnen hatten. Beide Finalisten qualifizierten sich für die Fußball-Ostzonenmeisterschaft 1949, bei der sowohl Babelsberg, als auch Marga bereits im Viertelfinale ausschieden. Zusätzlich sicherten sich beide Mannschaften einen Startplatz in der DDR-Fußball-Oberliga 1949/50. Die Landesklasse Brandenburg wurde zur kommenden Spielzeit auf eine Staffel verkleinert, daher gab es insgesamt sechs Absteiger aber keinen Aufsteiger aus den Bezirksklassen.

## Staffel Ost
| Pl. | Verein                  | Sp. | Tore  | Diff. | Punkte |
| --- | ----------------------- | --- | ----- | ----- | ------ |
| 01. | SG Grube Marga a        | 18  | 64:14 | +50   | 29:70  |
| 02. | SG Rot-Weiß Cottbus (M) | 18  | 50:17 | +33   | 26:10  |
| 03. | SG Großräschen          | 18  | 47:34 | +13   | 23:13  |
| 04. | SG Kiekebusch           | 18  | 34:25 | 0+9   | 23:13  |
| 05. | SG Guben-Mitte          | 18  | 47:35 | +12   | 20:16  |
| 06. | SG Spremberg-Slamen     | 18  | 42:54 | −12   | 19:17  |
| 07. | SG Forst-Mitte          | 18  | 41:34 | 0+7   | 15:21  |
| 08. | SG Schipkau             | 18  | 44:54 | −10   | 15:21  |
| 09. | SG Hörlitz              | 18  | 17:66 | −49   | 05:31  |
| 10. | SG Frankfurt-West       | 18  | 30:83 | −53   | 05:31  |

| (M) | Titelverteidiger Landesmeister |

## Staffel West
| Pl. | Verein                  | Sp. | S  | U | N  | Tore    | Diff. | Punkte |
| --- | ----------------------- | --- | -- | - | -- | ------- | ----- | ------ |
| 1.  | SG Babelsberg           | 18  | 14 | 2 | 2  | 084:230 | +61   | 30:60  |
| 2.  | SG Volkspolizei Potsdam | 18  | 12 | 0 | 6  | 072:420 | +30   | 24:12  |
| 3.  | SG Luckenwalde-Süd      | 18  | 10 | 2 | 6  | 047:310 | +16   | 22:14  |
| 4.  | SG Brandenburg-West     | 18  | 8  | 5 | 5  | 056:430 | +13   | 21:15  |
| 5.  | SG Eberswalde-Nord      | 18  | 8  | 4 | 6  | 046:350 | +11   | 20:16  |
| 6.  | ZSG Hennigsdorf         | 18  | 7  | 2 | 9  | 052:610 | −9    | 16:20  |
| 7.  | SG Fürstenwalde         | 18  | 6  | 2 | 10 | 036:690 | −33   | 14:22  |
| 8.  | ZSG Wittenberge         | 18  | 6  | 1 | 11 | 029:580 | −29   | 13:23  |
| 9.  | SG Polizei Brandenburg  | 18  | 3  | 5 | 10 | 040:650 | −25   | 11:25  |
| 10. | SG Bernau               | 18  | 3  | 3 | 12 | 031:660 | −35   | 09:27  |

## Finale
| Datum                          |                                     | Gesamt |                                              | Hinspiel  | Rückspiel |
| ------------------------------ | ----------------------------------- | ------ | -------------------------------------------- | --------- | --------- |
| 3. April 1949 / 10. April 1949 | SG Babelsberg (Sieger Staffel West) | 4:3    | BSG Franz Mehring Marga (Sieger Staffel Ost) | 4:1 (1:1) | 0:2 (0:0) |

Da beide Mannschaften jeweils ein Spiel für sich entscheiden konnten und eine Addition der Ergebnisse nicht vorgesehen war, wurde ein Entscheidungsspiel auf neutralem Platz ausgetragen.
Entscheidungsspiel:
| Paarung                 | SG Babelsberg – BSG Franz Mehring Marga |
| Ergebnis                | 2:1 (0:1) |
| Datum                   | 24. April 1949 |
| Stadion                 | Eberswalder Stadion, Eberswalde |
| Zuschauer               | 8.000 |
| Schiedsrichter          | Szymanek (Berlin) |
| Tore                    | 0:1 Franke (18.) 1:1 Unger (46.) 2:1 Müller (62.) |
| SG Babelsberg           | Karl-Heinz Schröder, Horst Bartholomäus, Vincent Balduin, Erich Hach, Gerhard Warmo, Kurt Boeck, Horst Schlüter, Karl-Heinz Tietz, Willi Müller, Werner Gießler, Hans Unger |
| BSG Franz Mehring Marga | Werner Stiller, Gerhard John, Heinz Hentschel, Hermann Fischer, Horst Lehmann, Werner Schurrmann, Werner Weist, Paul Hennemann, Herbert Rieger, Erich Lehmann, Horst Franke |